# Rodzina O’Byrne
Rodzina O’Byrne (irl. Ó Broin) – żyjący do dziś irlandzki klan, wywodzący się od Brana mac Máelmórda – króla Leinsteru, należącego do szczepu rodu Uí Dúnlainge.

## Etymologia nazwiska
Większość irlandzkich nazwisk ma pochodzenie celtyckie i wywodzi się z IV wieku p.n.e., kiedy to Celtowie ustanowili system dziedzicznych nazwisk, dodając przed drugim imieniem „Mac” (syn) lub „O” (wnuk lub potomek). O’Byrn jest więc nazwiskiem odosobowym, wywodzi się od imienia starożytnego celtyckiego wodza, Brana mac Maolmòrrdha – króla Leinster, zmarłego w 1052 roku. Jego potomkowie nazywali siebie w języku irlandzkim Ó Broin, co oznacza wnuka lub potomka Brana. Irlandzka forma nazwiska uległa zanglicyzowaniu, w wyniku czego powstał obecnie znany O’Byrne.

## Historia

### Początki
Bran mac Máelmórda był królem Leinsteru, obalonym w 1018, zmarłym w 1052 roku. Jego ojciec, Maelmorda, był królem Leinster i zmarł po bitwie pod Clontarf w 1014. Jeszcze za życia Maelmorda poprowadził Irlandczyków z Leinster w sojuszu z wikingami z Dublina przeciwko Brianowi Boru. Po tym, jak Maelmorda został zabity w 1014, jego syn Bran został królem Leinster, ale rządził tylko przez cztery lata. W 1018 Bran został oślepiony przez rywala o imieniu Sitric. To ubezwłasnowolnienie Brana sprawiło, że nie mógł zostać królem, ponieważ zgodnie ze starożytnymi irlandzkimi prawami brehonów tylko fizycznie nieskazitelni członkowie rodziny mogli służyć jako przywódcy (królowie lub wodzowie klanu). Potomkowie Brana nazywali się na jego cześć „O’Bran”. Ród tem rządził niegdyś ze swojego fortu w Naas równiną Liffey – najbogatszą krainą północnego Kildare. Nieco ponad sto lat po śmierci Brana, O’Byrnowie oraz ich blisko spokrewnieni sojusznicy, O’Toolowie, zostali zmuszeni do opuszczenia swoich domów przez inwazję Normanów i Anglików. Ta inwazja była spowodowana walką o to samo królestwo Leinster, które wcześniej należał do przodka O’Byrnów, Brana. Droga inwazji Strongbowa w celu zdobycia Dublina przebiegała przez terytorium O’Byrnów i O’Toolów którzy zostali stosunkowo łatwo pokonani.

### Anglo-normański schyłek

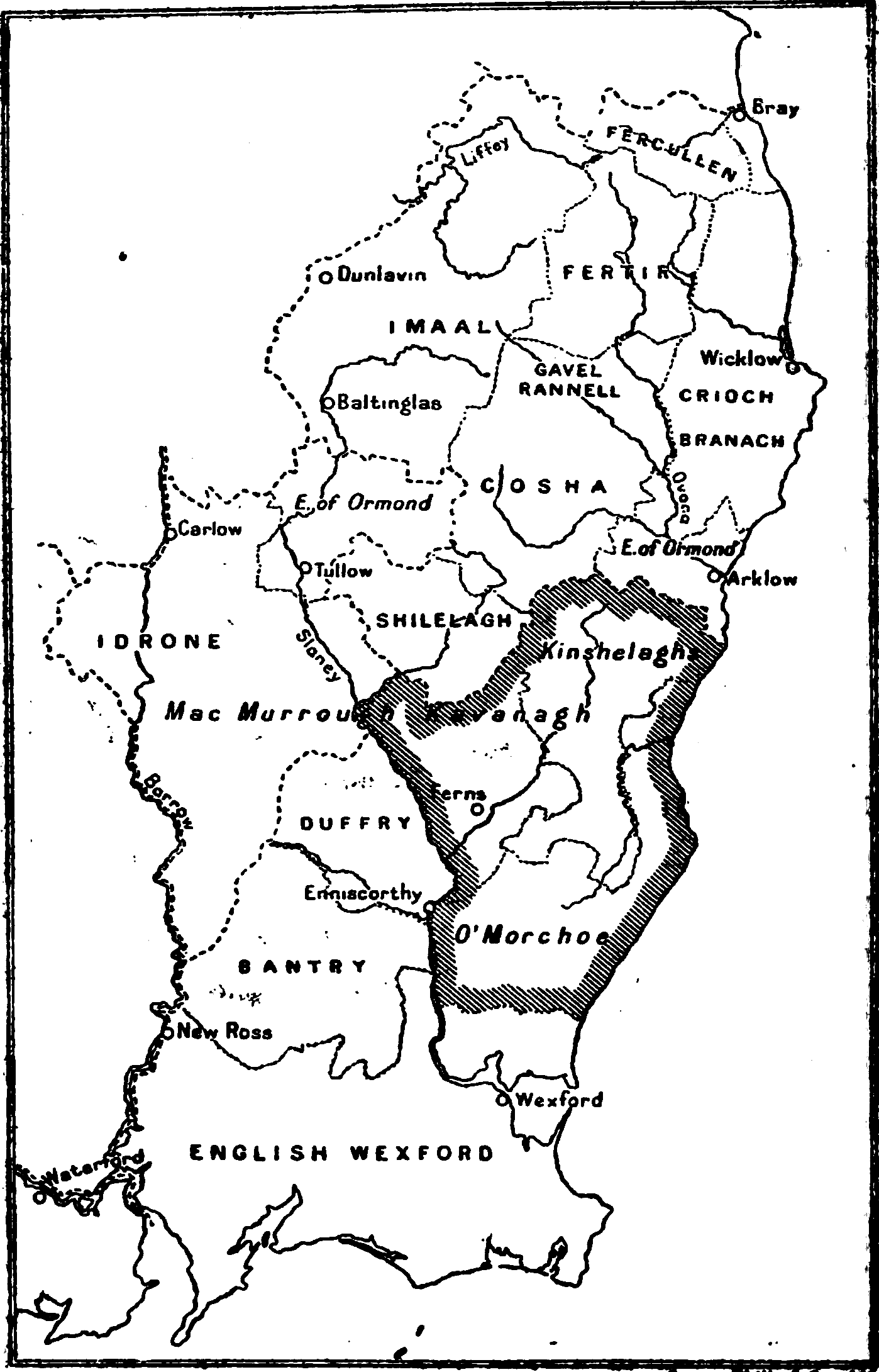
Mapa południowo-wschodniego Leinster w XVI wieku; Terytorium O’Byrne znajduje się pod nazwą Críoch Branach.

Wraz z postępami podbojów anglo-normandzkich na terenie Irlandii, klany O’Byrne i O’Toole zostały zmuszone do migracji ze swoich ówczesnych terenów do biedniejszych krain oraz gór na wschodzie. Góry te zapewniły im azyl, umożliwiający stopniowy wzrost wielkości i siły. Na początku XIII wieku oba klany kontrolowały większość dzisiejszego hrabstwa Wicklow. Często łączyły swoje siły w najazdach na „The Pale”. Przez prawie trzysta lat O’Byrnowie i ich sojusznicy O’Toole byli najpotężniejszą siłą na południe od Dublina. Kraj O’Byrnów znany był po irlandzku jako „Críoch Branach”.
Na początku XIV wieku istniały dwie odrębne gałęzie klanu O’Byrnów. Oddział „Crioch” rządził ziemią na wschodzie od Delgany aż do przedmieść Arklow. Półautonomiczny oddział zajmował górzysty kraj na wschód od Imaal, między Glendalough i Shillelagh i był znany jako „Gabhal Raghnaill” (od którego pochodzi nazwisko Ranelagh). Jej terytorium koncentrowało się wokół głównej siedziby rodu w Ballincor.
W XVI wieku wódz O’Byrne, Thady O’Byrne i przywódcy klanu żyjący na równinach w pobliżu morza poddali się angielskiej władzy. Podwładny Sept Ranelagh mieszkający w górach i dowodzony przez Hugh McShane O’Byrna odmówił podążania za ich szefem i nie poddawał się angielskim rządom. Thady O’Byrne zmarł w 1578 roku, a jego następcą został Dunlaing O’Byrne, który również nie chciał stawiać oporu Anglikom. W 1580 roku zginęli zarówno nowy wódz Dunlaing, jak i górski wojownik Hugh McShane O’Byrne.
Względna siła obu gałęzi zmieniła się w połowie XVI wieku wraz z objęciem stanowiska wodza Gabhal Raghnaill – Hugh McShane O’Byrna. Pod przywództwem Hugh, oddział Gabhal Raghnaill agresywnie prowadził politykę oporu wobec anglizacji Irlandii, sami O’Byrnowie stali się potężną siłą. Regularnie najeżdżali i nękali mieszkańców The Pale wokół Dublina. Hugh został zastąpiony jako przywódca Gabhal Raghnaill w 1579 roku przez jego syna, Fiacha MacHugh O’Byrna (irl. Fiach Mac Aodha Ó Broin) który stał się największym wojownikiem, jaki kiedykolwiek został nazwany O’Byrne’em.
Fiach O’Byrne, wraz z lordem The Pale, Jamesem Eustace (trzecim wicehrabią Baltinglass), kontynuował działania wojenne wobec angielskiej administracji. Wielkie siły angielskie pod dowództwem Lorda Deputowanego Irlandii, Earla Graya de Wiltona, zostały wysłane, by ich pokonać, jednakże wpadły w zasadzkę i zostały pokonane w Bitwie pod Glenmalure w 1580 roku, tracąc przy tym ponad 800 wojskowych. Fiach pomógł także w ucieczce Hugh Roe O’Donnella z Zamku Dublińskiego w 1591 roku. Po ucieczce Hugh Roe przebywał z O’Byrnem w Ballinacor .
W 1595 roku Ballinacor został zajęty przez garnizon Tudorów, jednakże waleczny Fiach O’Byrne zdołał wypędzić garnizon i zniszczyć znajdujący się tam fort. Zginął dopiero w wyniku zdrady przez siły Lorda Deputowanego Irlandii w Fananerin w dniu 8 maja 1597 roku. Zginął, a jego głowa, odcięta jego własnym mieczem, została wysłana do Zamku Dublińskiego i umieszczona na kolcu. Głowę później zakonserwowano i wysłano do Anglii.
Z biegiem czasu sytuacja Irlandczyków stawała się coraz trudniejsza – pogorszyło ją także to, że nie odnieśli się entuzjastycznie do reformacji angielskiej. Po spustoszeniu kraju przez wojska Oliwera Cromwella rozpoczęła się intensywna kolonizacja, wysiedlenia i konfiskaty majątków. Gdy zaś większość Irlandczyków poparla Jakuba II w wojnie z Wilhelmem III Orańskim, po klęsce Stuarta w bitwie nad Boyne w której brał udział przodek polskich O’Byrnów wprowadzono tzw. Prawa Karne (Penal Laws). Uniemożliwiały one katolikom irlandzkim posiadanie ziemi i praw wyborczych, oraz możliwość służby w wojsku lub studiów uniwersyteckich, stało się to więc impulsem do masowej emigracji szlachty. Tak liczny odpływ zwłaszcza młodych mężczyzn za granicę nazwano odlotem dzikich gęsi. Podobnie jak inni, O’Byrnowie rozpoczęli emigrację do innych krajów, a ród podzielił się na gałęzie: francuską, polską, saksońską, angielską i irlandzką.

## Galeria

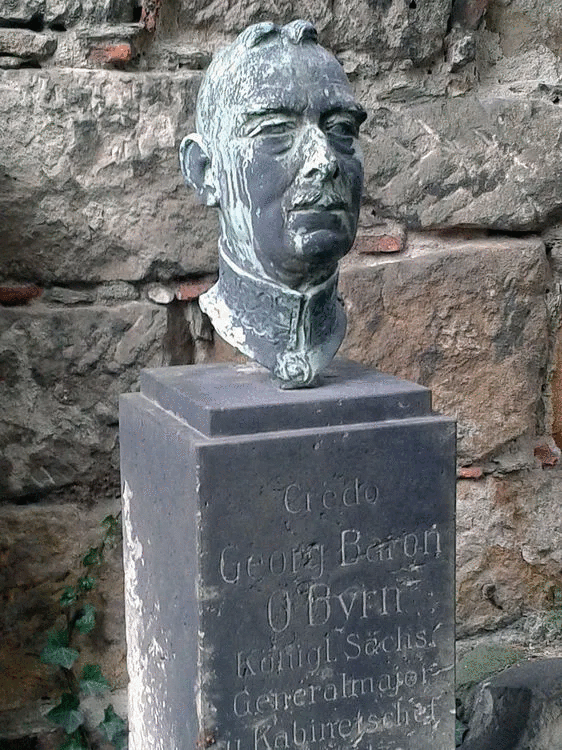
Pomnik Georga Barona O’Byrna na cmentarzu katolickim w Dreźnie
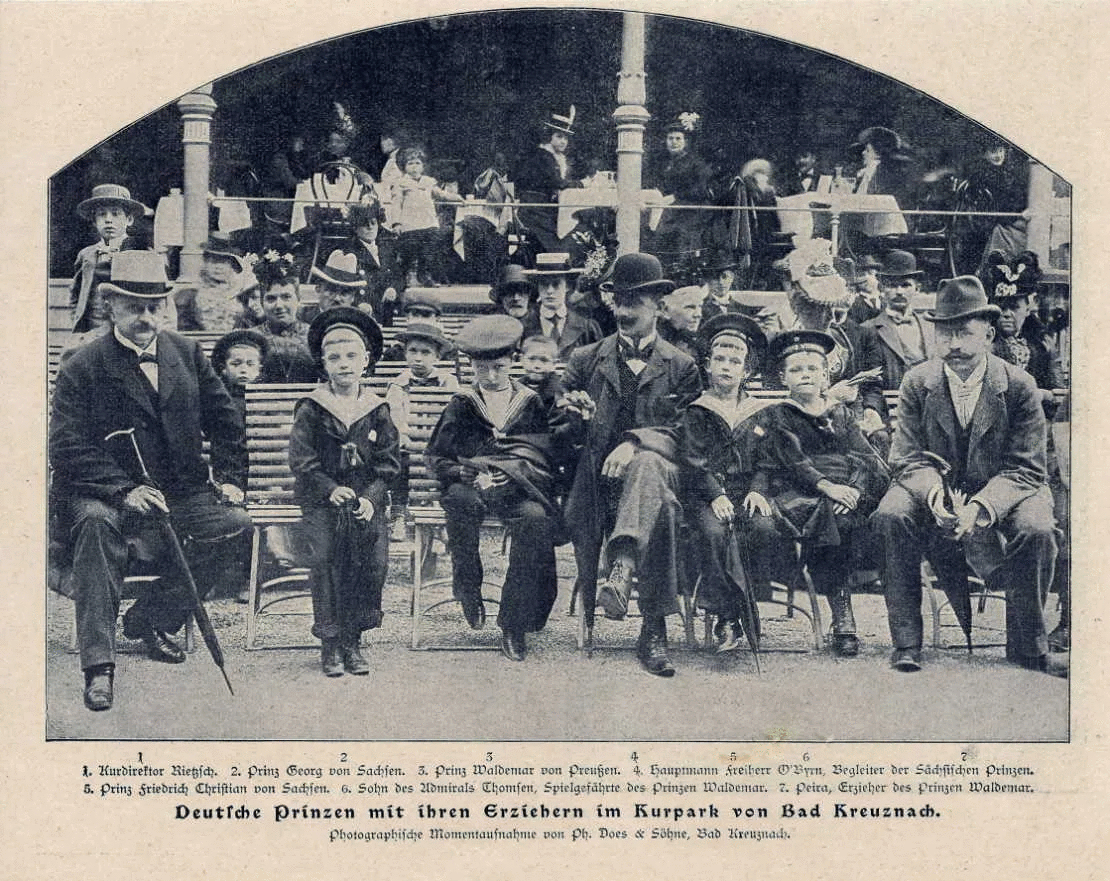
Członek rodu O’Byrnów wraz z młodymi książętami niemieckimi
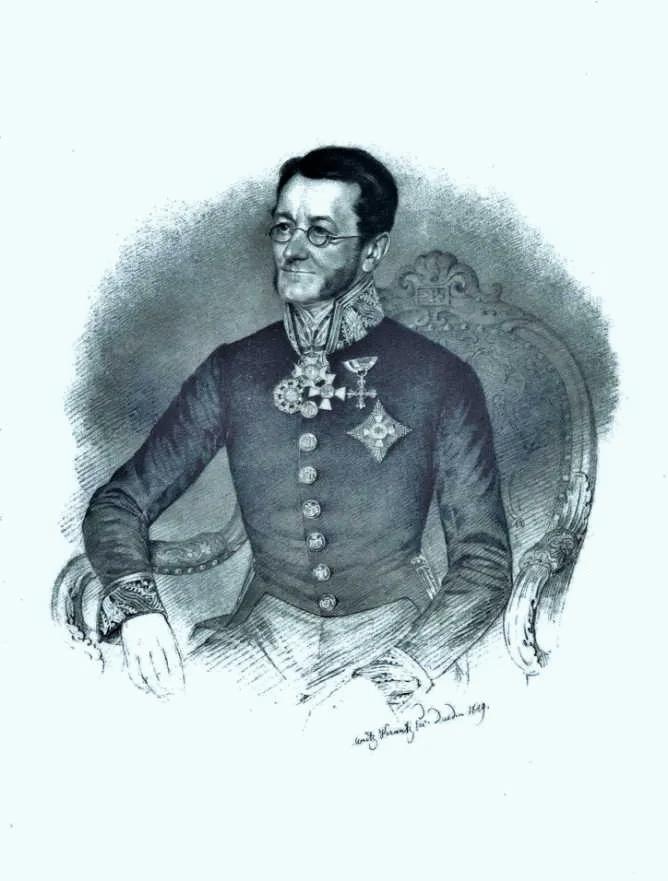
Baron Friedrich Konstantin Wenzeslaus z saksońskiej linii O’Byrnów
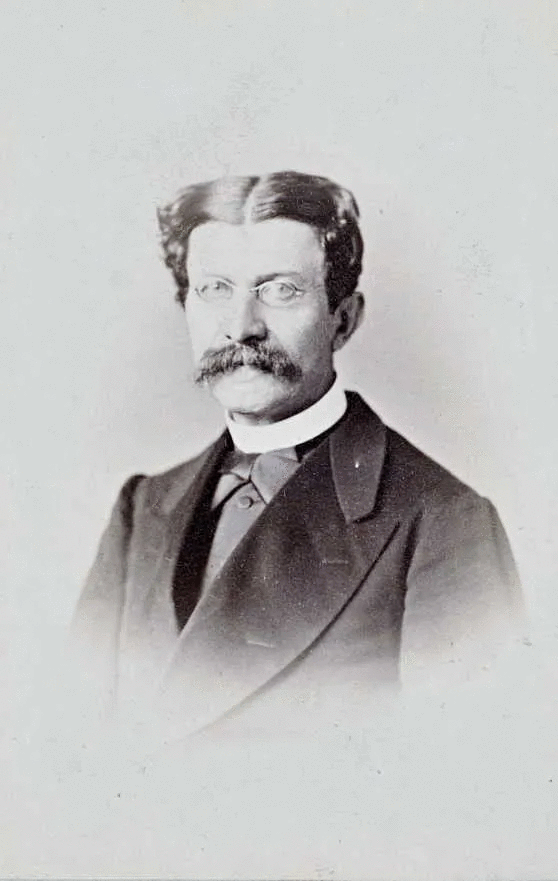
Baron Friedrich August O’Byrn z saksońskiej linii O’Byrnów.